# Morti nel 1485
| Questa pagina contiene informazioni ricavate automaticamente dalle voci biografiche con l'ausilio del template Bio e di un bot. L'aggiornamento è periodico e automatico e ricostruisce completamente la pagina. Se manca una persona in questa lista, sei pregato di non aggiungerla, ma accertati piuttosto che la sua voce biografica contenga il template Bio e che i dati anagrafici siano correttamente compilati. Se il template Bio manca, inseriscilo tu stesso o, in alternativa, metti l'avviso {{tmp\|Bio}} che ne segnala la mancanza. Se i dati riportati sono sbagliati, correggi direttamente la voce biografica; le modifiche saranno visibili in questa lista entro pochi giorni. Per chiarimenti vedi il progetto biografie. La lista contiene solo le 40 persone che sono citate nell'enciclopedia e per le quali è stato implementato correttamente il template Bio. Pagina aggiornata al 10 apr 2025. |

- 18 gennaio - Andrea Grego da Peschiera, religioso italiano (n. 1400)
- 20 gennaio - Eustochia Calafato, monaca cristiana e badessa italiana (n. 1434)
- 6 febbraio - Ludovico Carbone, poeta, oratore e traduttore italiano (n. 1430)
- 14 febbraio - Giovanni Dacre, arcivescovo cattolico italiano
- 5 marzo - Cristoforo Macassoli, presbitero italiano
- 16 marzo - Anna Neville, sovrana inglese (n. 1456)
- 4 maggio - Michał Giedrojć, religioso lituano (n. 1420)
- 15 giugno - Filipa Moniz Perestrello, nobile portoghese (n. 1455)
- 18 giugno - Guglielmo I de La Marck, nobile e militare tedesco (n. 1446)
- 11 agosto - Pietro Foscari, cardinale italiano
- 22 agosto - John Howard, I duca di Norfolk, nobile inglese (n. 1421)
- 22 agosto - Riccardo III d'Inghilterra, sovrano (n. 1452)
- 17 settembre - Pietro d'Arbués, religioso spagnolo (n. 1441)
- 15 ottobre - Lorenzo Zane, patriarca cattolico italiano (n. 1429)
- 17 ottobre - Pietro II Dal Verme, condottiero italiano
- 17 ottobre - Giovanni d'Aragona, cardinale e abate italiano (n. 1456)
- 25 ottobre - Selçuk Hatun, principessa ottomana (n. 1407)
- 27 ottobre - Rudolf Agricola, umanista olandese (n. 1443)
- 4 novembre - Alfonso de Aragón y de Escobar, nobile spagnolo (n. 1417)
- 4 novembre - Francesca d'Amboise, monaca cristiana francese (n. 1427)
- 4 novembre - Giovanni Mocenigo, doge (n. 1409)
- 9 novembre - Ludovico Morbioli, beato italiano (n. 1433)
- 25 novembre - Ludovico Borgio, vescovo cattolico italiano
- Abu l-Hasan 'Ali, sultano
- Prospero Adorno, doge
- Angelo da Castro, giurista italiano (n. 1404)
- Pietru Caxaro, poeta, scrittore e giudice maltese (n. 1400)
- Agostino Cazzuli, religioso italiano
- Ferdinando da Cordova, filosofo spagnolo (n. 1425)
- Urbano Fieschi, vescovo cattolico italiano
- Bartolomea Fregoso, nobildonna italiana
- Vuk Grgurević, sovrano serbo (n. 1439)
- Lorenzo Lippi da Colle, poeta e letterato italiano
- Pietro Lodron, nobile italiano
- Ambrogio Massari, teologo italiano
- Orso Orsini, vescovo cattolico italiano
- Alexander Stewart, condottiero scozzese (n. 1454)
- Suvanna Ban Lang, sovrano laotiano (n. 1455)
- Pasquino da Montepulciano, scultore e architetto italiano
- Alfonso de Paradinas, religioso spagnolo (n. 1395)